# Primera División (Argentinien) 1948
Die Primera División 1948 war die 18. Spielzeit der argentinischen Fußball-Liga Primera División. Begonnen hatte die Saison am 18. April 1948. Der letzte Spieltag war der 11. Dezember 1948. Als Aufsteiger kam Gimnasia y Esgrima La Plata aus der Primera B Nacional dazu. Der CA Independiente beendete die Saison als Meister wurde damit Nachfolger von River Plate. In die Primera B Nacional musste Gimnasia y Esgrima La Plata absteigen.

## Abschlusstabelle
| Pl. | Verein                    | Sp. | S  | U  | N  | Tore    | Diff. | Punkte |
| --- | ------------------------- | --- | -- | -- | -- | ------- | ----- | ------ |
| 1.  | CA Independiente          | 30  | 17 | 7  | 6  | 065:420 | +23   | 41     |
| 2.  | River Plate (M)           | 30  | 12 | 13 | 5  | 059:480 | +11   | 37     |
| 3.  | Estudiantes de La Plata   | 30  | 16 | 4  | 10 | 063:450 | +18   | 36     |
| 4.  | Racing Club               | 30  | 15 | 6  | 9  | 068:450 | +23   | 36     |
| 5.  | CA Newell’s Old Boys      | 30  | 12 | 8  | 10 | 054:370 | +17   | 32     |
| 6.  | CA San Lorenzo de Almagro | 30  | 12 | 8  | 10 | 055:540 | +1    | 32     |
| 7.  | CA Vélez Sarsfield        | 30  | 11 | 10 | 9  | 044:440 | ±0    | 32     |
| 8.  | Boca Juniors              | 30  | 10 | 10 | 10 | 052:470 | +5    | 30     |
| 9.  | CA Platense               | 30  | 11 | 8  | 11 | 057:650 | −8    | 30     |
| 10. | CA Huracán                | 30  | 11 | 7  | 12 | 045:490 | −4    | 29     |
| 11. | Chacarita Juniors         | 30  | 9  | 10 | 11 | 045:480 | −3    | 28     |
| 12. | CA Rosario Central        | 30  | 12 | 3  | 15 | 074:730 | +1    | 27     |
| 13. | CA Banfield               | 30  | 9  | 6  | 15 | 054:670 | −13   | 24     |
| 14. | CA Tigre                  | 30  | 8  | 7  | 15 | 056:810 | −25   | 23     |
| 15. | CA Lanús                  | 30  | 5  | 13 | 12 | 038:570 | −19   | 23     |
| 16. | Gimnasia y Esgrima LP (N) | 30  | 6  | 8  | 16 | 051:780 | −27   | 20     |

| (M) | Vorjahres-Meister                                    |
| (N) | Vorjahres-Aufsteiger aus der Primera B Nacional 1947 |

## Meistermannschaft
| CA Independiente | |
|                  | Federicio Arias, Antonio Arrigo, Roberto Berdía, Osvaldo Bianco, Carlos Biassutti, Antonio Cammarata, José Eduardo Castro, Camilo Cervino, Alberto Crucci, Osmar Ferreyra, Jorge Francini, Gabriel Gil, Ángel Lago, Claudio López, Juan Lorenzo, Vicente de la Mata, Atilio Paramidani, Ramón Reula, Héctor Riera, Juan Romay, Oscar Sastre, Nito Veiga Trainer: Fernando Bello |

## Torschützenliste
| Pl. | Nat.        | Spieler         | Verein                  | Tore |
| --- | ----------- | --------------- | ----------------------- | ---- |
| 1   | Argentinien | Benjamín Santos | CA Rosario Central      | 21   |
| 2   | Argentinien | Ricardo Infante | Estudiantes de La Plata | 19   |
| 2   | Argentinien | Llamil Simes    | Racing Club             | 19   |
| 2   | Argentinien | Fernando Walter | Gimnasia y Esgrima LP   | 19   |
| 5   | Argentinien | Ángel Labruna   | CA River Plate          | 16   |